# SD Indautxu
Sociedad Deportiva Indautxu (kurz: SD Indautxu) ist ein spanischer Fußballverein aus Bilbao.

## Geschichte
1924 gründete sich SD Indautxu zum ersten Mal, wurde aber fünf Jahre später aufgelöst. 1940 gründete sich der Klub nach dem Ende des spanischen Bürgerkriegs neu und trat kurze Zeit später in der seinerzeit drittklassigen Tercera División RFEF an. Nachdem die Mannschaft dort teilweise nur knapp den Aufstieg zur Segunda División verpasst hatte, gelang im Sommer 1955 als Vizemeister hinter dem Burgos CF der erstmalige Aufstieg in die Segunda División. In den Spielzeiten 1956/57 und 1958/59 erreichte der Klub als jeweils Tabellendritter der Nordstaffel das beste Ergebnis der Vereinsgeschichte. Sporting Gijón respektive Real Valladolid hatten als Meister und Aufsteiger in die Primera División jedoch jeweils mehr als zehn Punkte Vorsprung. Nach zwölf Spielzeiten in der zweithöchsten Spielklasse gelangen der Mannschaft in der Spielzeit 1966/67 nur fünf Saisonsiege, so dass sie als Tabellenschlusslicht gemeinsam mit Neuling CD Logroñés abstieg. Nach dem direkten Wiederaufstieg waren 24 Punkte am Ende der Spielzeit 1968/69 zu wenig zum erneuten Klassenerhalt.
Nach dem Abstieg in die Tercera División wurde SD Indautxu in den regionalen Ligafußball durchgereicht. Erst 2002 erreichte der Klub die nun viertklassige Tercera División als überregionale Spielklasse. Hier hielt sich die Mannschaft vier Spielzeiten, ehe sie erneut in den Regionalbereich abstieg.